# Talajlakó szemölcsösgomba
A talajlakó szemölcsösgomba (Thelephora terrestris) a szemölcsösgombafélék családjába tartozó, Eurázsiában, Afrikában, Ausztráliában és Észak-Amerikában honos, savanyú talajú fenyvesekben élő, nem ehető gombafaj. 

## Megjelenése
A talajlakó szemölcsösgomba termőteste 2-4 cm széles, alakja szabálytalan, tölcséresen ívelt, legyezőszerű, de az egymás melletti termőtestek gyakran összenőnek és nagy, 6-15 cm-es, földön szétterülő, rozettaszerű képleteket alkotnak. Felszíne finoman szőrös vagy bársonyos, száraz, sugarasan ráncolt, többé-kevésbé koncentrikusan zónázott. Színe rozsdabarna, sötétbarna, a széle világosabb.
Termőrétege a lebenyek alján található. Felszíne bibircses vagy vénás. Színe fahéjbarna vagy szürkésbarna.
Húsa szívós, rostos, kb. 2 mm vastag, barnás színű, sérülésre nem változik. Íze nem jellegzetes, szaga földszerű.
Spórapora barna. Spórája szögletes, tüskés, mérete 7-10 x 5-6 µm.

### Hasonló fajok
Rokonaival, pl. a pamacsos szemölcsösgombával lehet összetéveszteni. 

## Elterjedése és termőhelye
Eurázsiában, Afrikában, Észak-Amerikában és Ausztráliában honos. 
Főleg savanyú talajú fenyvesekben, ritkán lápos lomberdőkben él, sokszor nagy kolóniákban. Júniustól októberig terem.

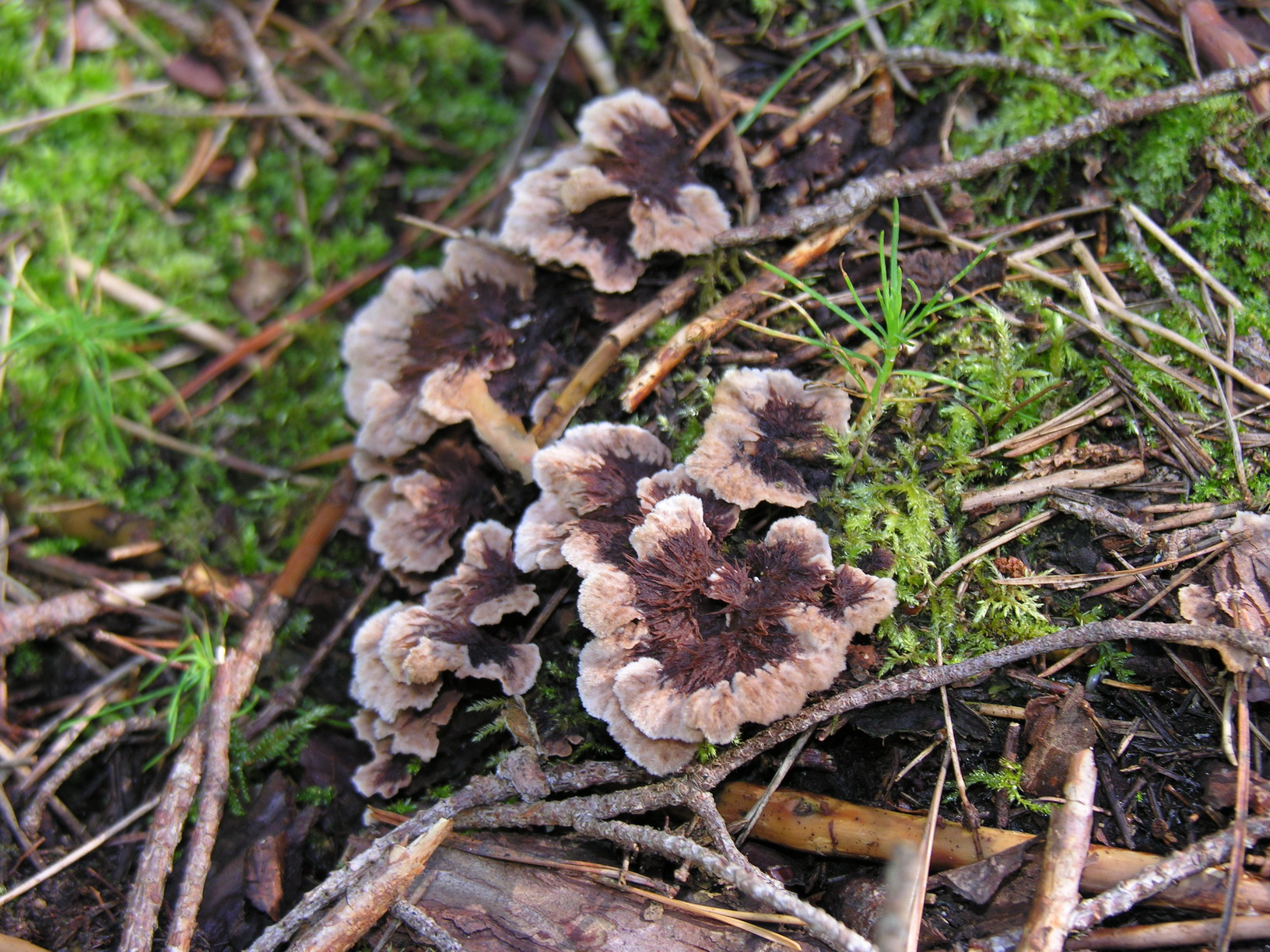
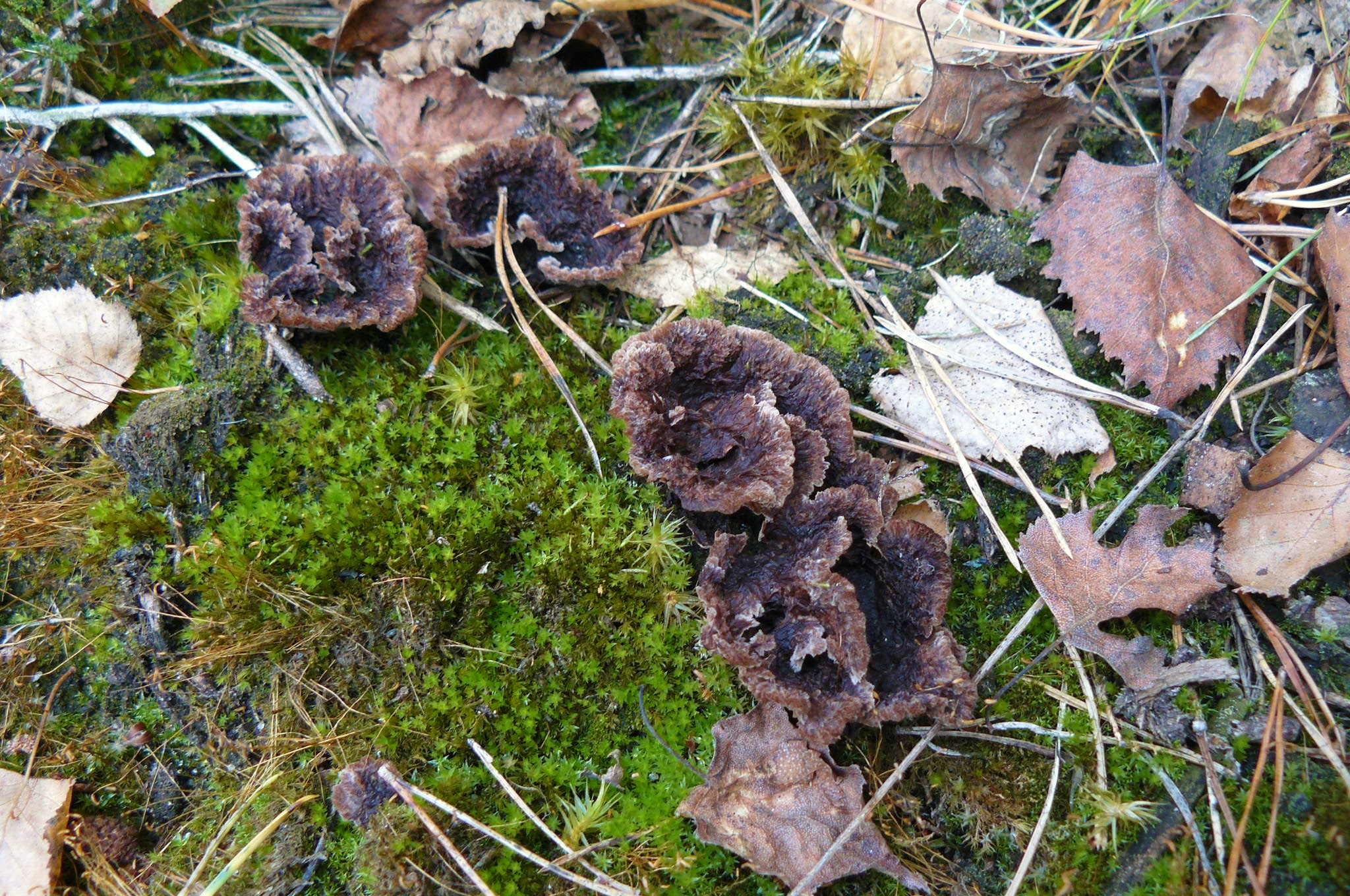
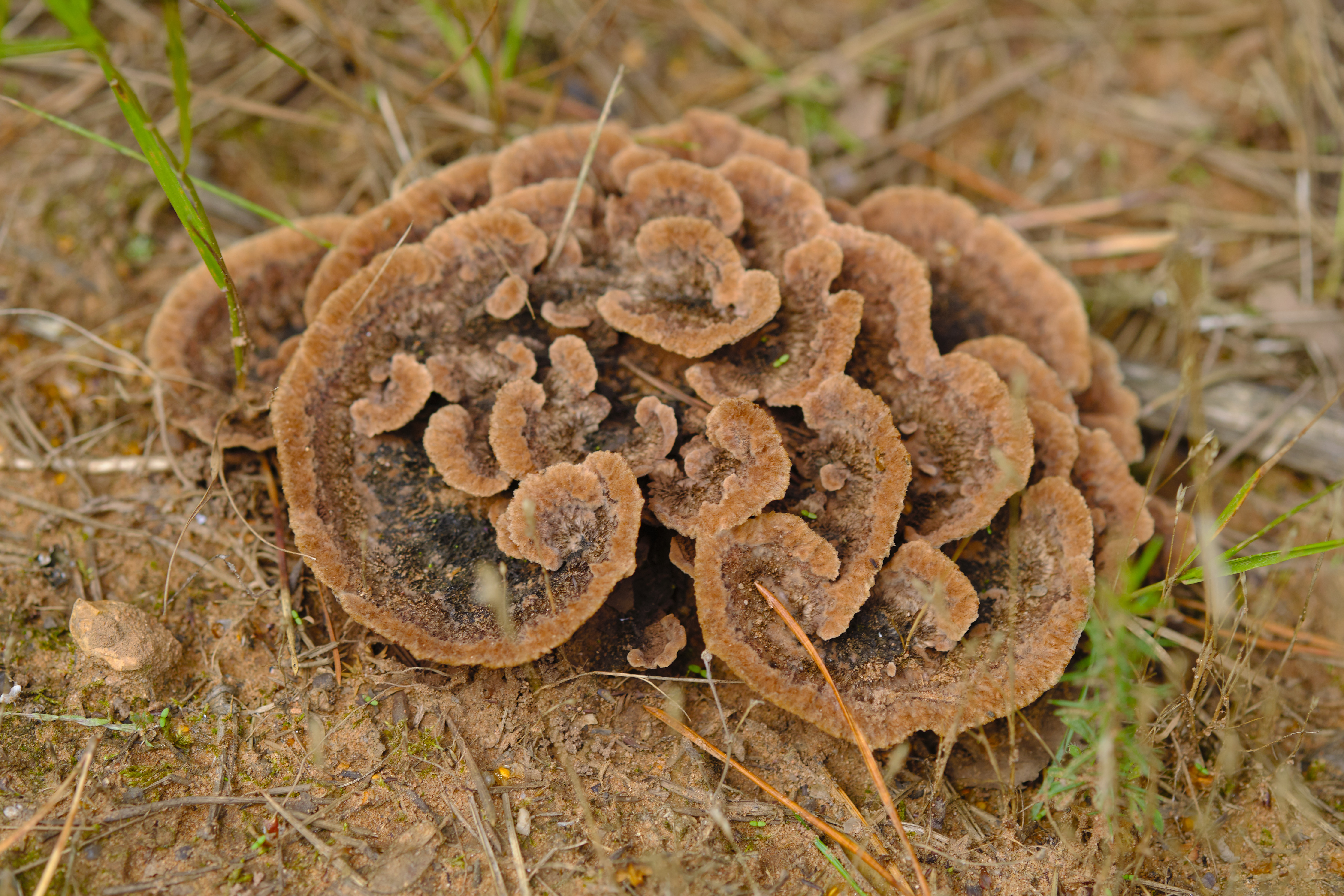
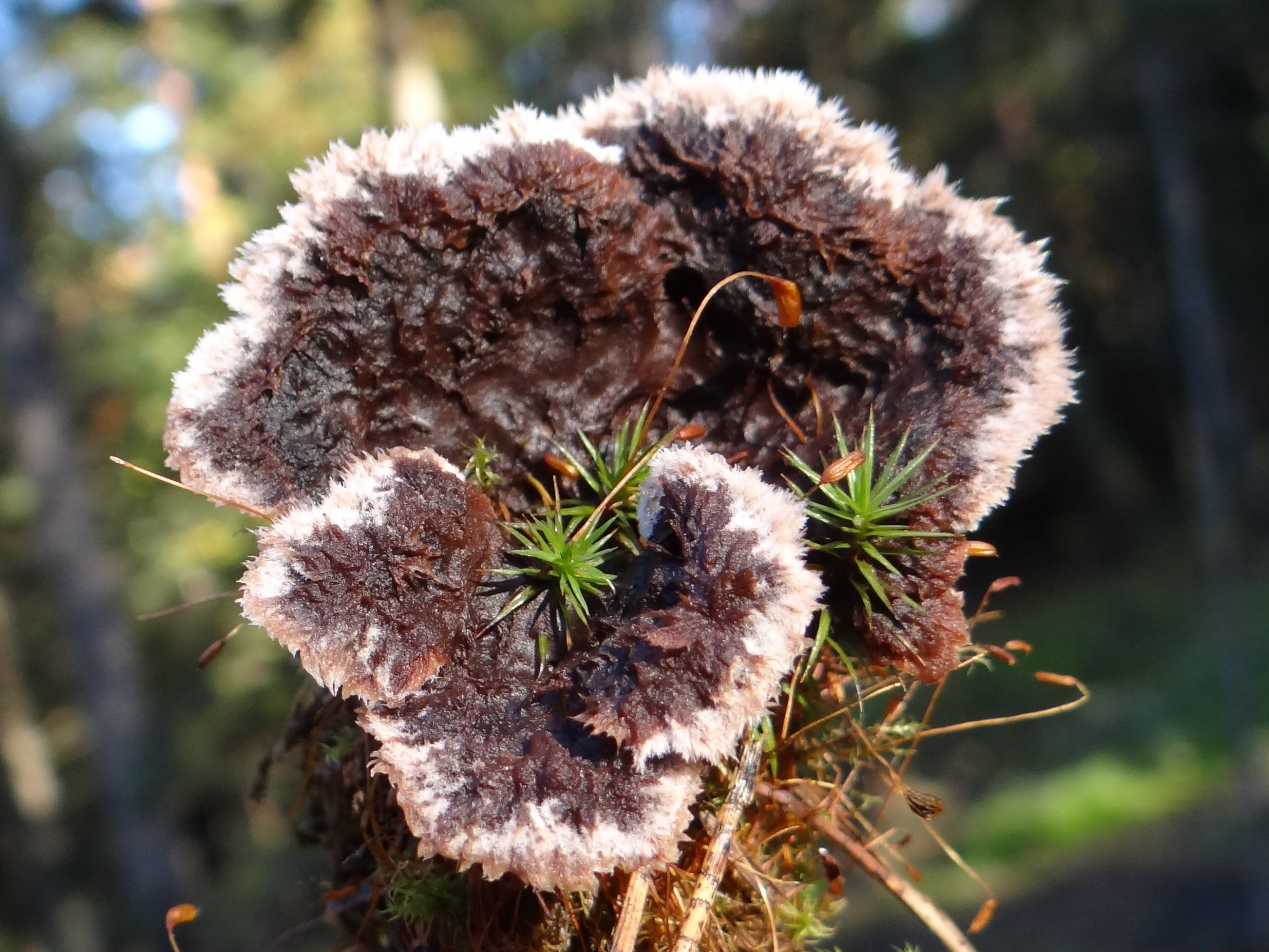
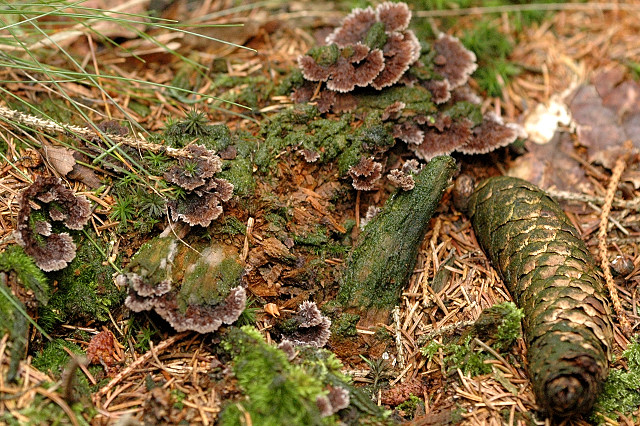

Nem ehető. 